# Alain Noël
Pour les articles homonymes, voir Noël (homonymie).
Alain Noël, né le 3 février 1964 à Dry (Loiret), est un footballeur français des années 1980 et 1990. Il évolue longuement sous les couleurs de l'US Orléans, qui évolue alors en Division 2. Transféré au Stade rennais, il y connaît une accession en Division 1, et y joue près de trente matchs dans l'élite. Après un bref passage à l'US Créteil, il met un terme à sa carrière de footballeur professionnel en 1993.

## Biographie
Né le 3 février 1964 à Dry, dans le Loiret, Alain Noël débute chez les professionnels en 1983 à l'US Orléans, le grand club de son département, qui évolue alors en deuxième division. Lancé par Jacky Lemée, il y joue durant cinq saisons, cumulant plus de 150 matchs de D2. Dans cet intervalle de temps, l'US Orléans se bat à plusieurs reprises pour la montée dans l'élite, mais n'y parvient pas, malgré une quatrième place dans son groupe à l'issue de l'édition 1984-1985.
En 1988, Alain Noël est transféré au Stade rennais, autre club de Division 2, relégué un an plus tôt de l'élite. Son entraîneur, Raymond Keruzoré, profite de sa polyvalence pour le faire jouer comme défenseur ou comme milieu de terrain,. Titulaire durant deux saisons, il participe à la remontée de son club en Division 1 en 1990. La saison suivante, Alain Noël découvre ainsi pour la première fois l'élite, et dispute son premier match à ce niveau le 11 août 1990 contre l'AS Nancy-Lorraine, en remplacement de Jean-Marc Miton, mais il ne joue que trois rencontres durant la saison, barré notamment par Cyrille L'Helgoualch. En 1991-1992, il parvient toutefois à regagner sa place de titulaire, au poste de latéral droit, et dispute 26 rencontres de D1,.
Pour le Stade rennais, cette saison 1991-1992 se clôt sur une relégation en Division 2. Alain Noël descend lui aussi à l'étage inférieur, mais est transféré à l'US Créteil, où il joue sa dernière saison professionnelle, et dispute dix-neuf rencontres de championnat. En 1993, le joueur retourne dans son club de l'US Orléans, où il joue deux nouvelles saisons. Entre-temps, l'USO est toutefois retournée dans les rangs amateurs, et évolue alors en Division d'honneur.

## Statistiques
Le tableau suivant récapitule les statistiques d'Alain Noël durant sa carrière professionnelle,.
| Saison                | Club                  | Championnat           | Championnat | Championnat | Coupe(s) nationale(s) | Coupe(s) nationale(s) | Total | Total |
| Saison                | Club                  | Division              | M.          | B.          | M.                    | B.                    | M.    | B.    |
| 1983-1984             | US Orléans            | D2                    | 25          | 0           | 1                     | 0                     | 26    | 0     |
| 1984-1985             | US Orléans            | D2                    | 31          | 1           | 1                     | 0                     | 32    | 1     |
| 1985-1986             | US Orléans            | D2                    | 28          | 2           | 0                     | 0                     | 28    | 2     |
| 1986-1987             | US Orléans            | D2                    | 32          | 1           | 0                     | 0                     | 32    | 1     |
| 1987-1988             | US Orléans            | D2                    | 33          | 2           | 0                     | 0                     | 33    | 2     |
| 1988-1989             | Stade rennais FC      | D2                    | 24          | 1           | 8                     | 0                     | 32    | 1     |
| 1989-1990             | Stade rennais FC      | D2                    | 19          | 0           | 4                     | 0                     | 23    | 0     |
| 1990-1991             | Stade rennais FC      | D1                    | 3           | 0           | 0                     | 0                     | 3     | 0     |
| 1991-1992             | Stade rennais FC      | D1                    | 26          | 0           | 2                     | 0                     | 28    | 0     |
| 1992-1993             | US Créteil            | D2                    | 19          | 0           | 2                     | 0                     | 21    | 0     |
| Total sur la carrière | Total sur la carrière | Total sur la carrière | 240         | 7           | 18                    | 0                     | 258   | 7     |